# Strumigenys membranifera
Strumigenys membranifera is een mierensoort uit de onderfamilie van de Myrmicinae. De wetenschappelijke naam van de soort is voor het eerst geldig gepubliceerd in 1869 door Emery.